# 卡恩德
卡恩德（Khand(Bansagar)），是印度中央邦Shahdol县的一个城镇。总人口10940（2001年）。

## 人口
该地2001年总人口10940人，其中男性5960人，女性4980人；0—6岁人口1554人，其中男839人，女715人；识字率61.59%，其中男性为71.53%，女性为49.70%。